# Jessica Gillarduzzi
Jessica Gillarduzzi (Pieve di Cadore, 7 de junio de 1980) es una deportista italiana que compitió en bobsleigh. Ganó una medalla de bronce en el Campeonato Europeo de Bobsleigh de 2007, en la prueba doble.

## Palmarés internacional
| Campeonato Europeo | Campeonato Europeo         | Campeonato Europeo | Campeonato Europeo |
| Año                | Lugar                      | Medalla            | Prueba             |
| ------------------ | -------------------------- | ------------------ | ------------------ |
| 2007               | Cortina d'Ampezzo (Italia) | Medalla de bronce  | Doble              |